# Brännvin

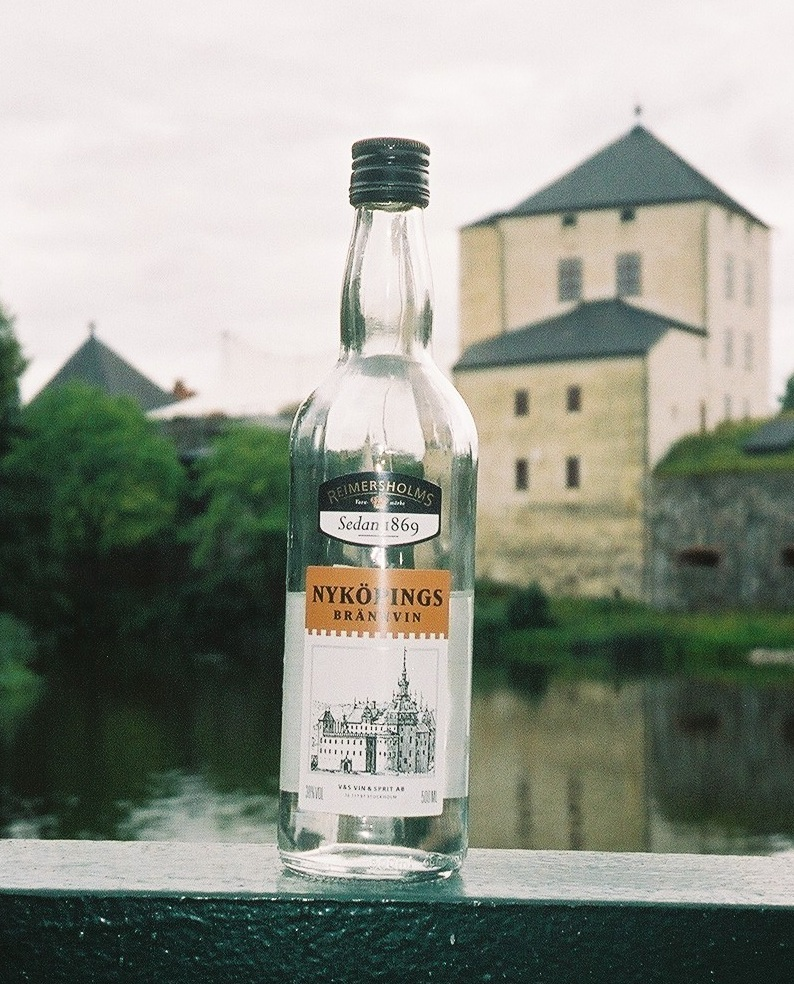
Una bottiglia di brännvin

Il brännvin è un liquore svedese distillato da patate, cereali o (precedentemente) cellulosa di legno. Può essere semplice e incolore, oppure aromatizzato con erbe e spezie. Le bevande etichettate come brännvin sono generalmente semplici e hanno una gradazione alcolica compresa tra il 30% e il 38%. La parola brännvin significa "bruciare vino (distillato)". È affine al danese brændevin, all'olandese brandewijn, all'inglese brandy (vino), al finlandese viina, al tedesco Branntwein, all'islandese brennivín e al norvegese brennevin. Un bicchierino di brännvin si chiama snaps (cfr. grappa tedesca) e può essere accompagnato da una snapsvisa, una canzone da bere.